# فرودگاه آبی پیت میدوز
فرودگاه آبی پیت میدوز (به انگلیسی: Pitt Meadows Water Aerodrome) یک فرودگاه همگانی است که یک باند فرود آب دارد. این فرودگاه در کشور کانادا قرار دارد و در ارتفاع ۲ متری از سطح دریا واقع شده است.